# Santa Venerina
Santa Venerina é uma comuna italiana da região da Sicília, província de Catania, com cerca de 7.891 habitantes. Estende-se por uma área de 18 km², tendo uma densidade populacional de 438 hab/km². Faz fronteira com Acireale, Giarre, Zafferana Etnea.

## Demografia
| Variação demográfica do município entre 1861 e 2011                               |
|                                                                                   |
| Fonte: Istituto Nazionale di Statistica (ISTAT) - Elaboração gráfica da Wikipedia |